# 双極子
双極子（そうきょくし、英: dipole）とは、一対の正負の同じ大きさの単極子をわずかに離れた位置に置いたものである。和訳せずダイポールと呼ばれることもある。
双極子は、負から正の単極子への方向ベクトルとその大きさとの積で特徴づけられる。このベクトルを双極子モーメント（英: dipole moment）あるいは双極子能率といい、このベクトルの方向との関係により指向性を持つ場となる。
一般に双極子のポテンシャルφは単極子のそれφmonopole の空間についての偏微分で表される。
{\displaystyle \phi \propto {\frac {\partial }{\partial x}}\phi _{\mathrm {monopole} }}

## 用いられる分野
- 電磁気学では
  - 単極子が電荷である場合の双極子は電気双極子という。
  - 単極子が磁荷である場合の双極子は磁気双極子という。

- アマチュア無線のダイポール・アンテナ、気象におけるダイポールモード現象、原子核物理学における巨大双極子共鳴、ソフトダイポールモードなどでこの概念が用いられる。

- 音響学でも用いられ[3]、音源の一種として扱われる。